# アン・サヴィル
アン・サヴィル（Anne Savile）またはアンネ・プリンツェシン・ツー・レーヴェンシュタイン＝ヴェルトハイム＝フロイデンベルク（英:Princess Anne of Löwenstein-Wertheim-Freudenberg、独: Anne Prinzessin zu Löwenstein-Wertheim-Freudenberg、1864年5月25日 - 1927年8月31日）は、ドイツの上級貴族レーヴェンシュタイン＝ヴェルトハイム＝フロイデンベルク家の公子ルートヴィヒの妻で、パイロットのパトロンとなった人物。最初の大西洋無着陸横断飛行に成功する女性となることをめざして、1927年にイギリスから出発した飛行機に同乗したが、飛行機とともに行方不明となった。

## 生涯
第4代メクスバラ伯爵ジョン・サヴィル（John Savile, 4th Earl of Mexborough）の娘レディ・アン・サヴィル（Lady Anne Savile）として、ロンドンに生まれた。1897年5月15日、レーヴェンシュタイン＝ヴェルトハイム＝フロイデンベルク侯ヴィルヘルムの七男ルートヴィヒ（1864年 - 1899年）と結婚し、ドイツの国籍を得た。夫のルートヴィヒは、結婚して1年たたない内にフィリピンでのアメリカと反政府軍との戦いに巻き込まれ、死亡したのをロンドンのアメリカ大使から知らされた。第一次世界大戦中の1918年に、アンはイギリス国籍に戻った。
1914年から乗客として飛行機に乗るようになった。結婚する前の名前アン・サヴィルで、航空レースに参加した。1922年に自らの購入した航空機に同乗して、クロイドンからエディンバラの間で行われたレースに参加した。第一次世界大戦の撃墜王のレスリー・ハミルトンと親しくなり、1923年のキングズ・カップにハミルトンの操縦で参加した。1925年には、ロンドンからパリに向かったハミルトンとアンの乗った飛行機が行方不明となり、夜を徹した捜索の結果、パリ近郊でエンジン・トラブルのため不時着していたのが発見された。
1927年、ヨーロッパからカナダへの大西洋無着陸逆横断を目指すハミルトンに資金を提供した。親族の反対を押し切って、大西洋を最初に横断した女性の名誉を得るために、この飛行に同乗することを決めた。アンは紫色の革のズボン、青紫色の飛行服、黒の飛行帽、かかとの高いブーツで装った。搭乗する機体は450hpのブリストル ジュピター・エンジンを搭載したフォッカー F.VIIで、「セント・ラファエル」と命名された。カーディフの大司教の祝福を受けた後、8月31日の午前7時32分、ハミルトンとフレデリック・ミンチン (Frederick F. Minchin) とともに、WiltshireのUpavon飛行場を出発し、カナダのオタワを目指した。
セント・ラファエルは、アイルランドの海岸から西に向かって飛行し、MV ジョシア・メイシーの乗組員によって目撃したのが最後となった。飛行中にラブラドールの海岸のすべての無線所はセント・ラファエルからの通信を受け取ることはできず、飛行機は行方不明となった。捜索がおこなわれたが飛行機も乗組員も見つけることはできなかった。9月5日までに、最後の望みとなっていた、航海中の貨物船や漁船が墜落した飛行機の乗員を救出した可能性もなくなった。9月5日に、アンの親族は、アンと他の乗員は生存の可能性はなくなったと発表した。
1928年にオンタリオ州測量局長は、「セント・ラファエル」の乗り組んだ人々の名を記念して、北西部の湖に、セント・ラファエル湖、ハミルトン湖、ミンチン湖、ヴェルトハイム湖の名前をつけた 。